# Каменка (приток Карамыша)
Каменка — река, правый приток Карамыша, протекает по территории Красноармейского района Саратовской области России. Длина реки — 13 км, площадь водосборного бассейна — 53,8 км².

## Описание
Каменка начинается около урочища Синее Озеро. Генеральным направлением течения реки является север. Напротив села Карамышевка впадает в Карамыш.

## Данные водного реестра
По данным государственного водного реестра России относится к Донскому бассейновому округу, водохозяйственный участок реки — Медведица от истока до впадения реки Терса, речной подбассейн реки — Дон между впадением Хопра и Северского Донца. Речной бассейн реки — Дон (российская часть бассейна).
Код объекта в государственном водном реестре — 05010300112107000008405.